# ۷۲۰۸ آشور بانی‌پال
سیارک ۷۲۰۸ آشوربانیپال (به انگلیسی: 7208 Ashurbanipal، نامگذاری:2645P-L) هفت هزار و دویست و هشتمین سیارک کشف شده‌است که در ۲۴ سپتامبر ۱۹۶۰ کشف شد.
قدر مطلق سیارک برابر ۱۳٫۹۰ است.
این سیارک به نام آشوربانیپال شاه آشور نام گذاری شده‌است.